# Gözlerinin Hapsindeyim
"Gözlerinin Hapsindeyim" ("Cativo nos teus olhos") foi a canção que representou a Turquia no Festival Eurovisão da Canção 1990, interpretada em turco por Kayahan. Foi a quarta canção a desfilar na noite do evento, a seguir à canção belga "Macédomienne", interpretada por Philippe Lafontaine e antes da canção dos Países Baixos "Ik wil alles met je delen", cantada pela banda Maywood. A canção turca recebeu 21 pontos, classificando-se num modesto 17.º lugar, entre 22 países participantes.

## Autores
- Letra e música: Kayahan
- Orquestração: Ümit Eroğlu

## Letra
Trata-se e uma canção de amor, com Kayahan cantando sobre a sua amada e fala como se atraído pelos seus olhos e pelas suas mãos, denotando que está muito apaixonado por ela.